# ادوارد مالوفیف
ادوارد مالوفیف (روسی: Эдуа́рд Васи́льевич Малофе́ев؛ IPA: [məlɐˈfʲeɪf]؛ زادهٔ ۲ ژوئن ۱۹۴۲) بازیکن و مربی فوتبال اهل اتحاد جماهیر شوروی سوسیالیستی بود.
وی همچنین برندهٔ جوایزی همچون نشان پرچم سرخ کار شده‌است.
از باشگاه‌هایی که در آن بازی کرده‌است می‌توان به باشگاه فوتبال دینامو مینسک، تیم فوتبال المپیک اتحاد جماهیر شوروی، و باشگاه فوتبال اسپارتاک مسکو اشاره کرد.
وی همچنین در تیم‌های ملی فوتبال شوروی و تیم فوتبال المپیک اتحاد جماهیر شوروی بازی کرده‌است.